# Euphorbia perfoliata
Euphorbia perfoliata är en törelväxtart som beskrevs av Nils Johan Wilhelm Scheutz. Euphorbia perfoliata ingår i släktet törlar, och familjen törelväxter. Inga underarter finns listade i Catalogue of Life.